# Bechburg (Adelsgeschlecht)

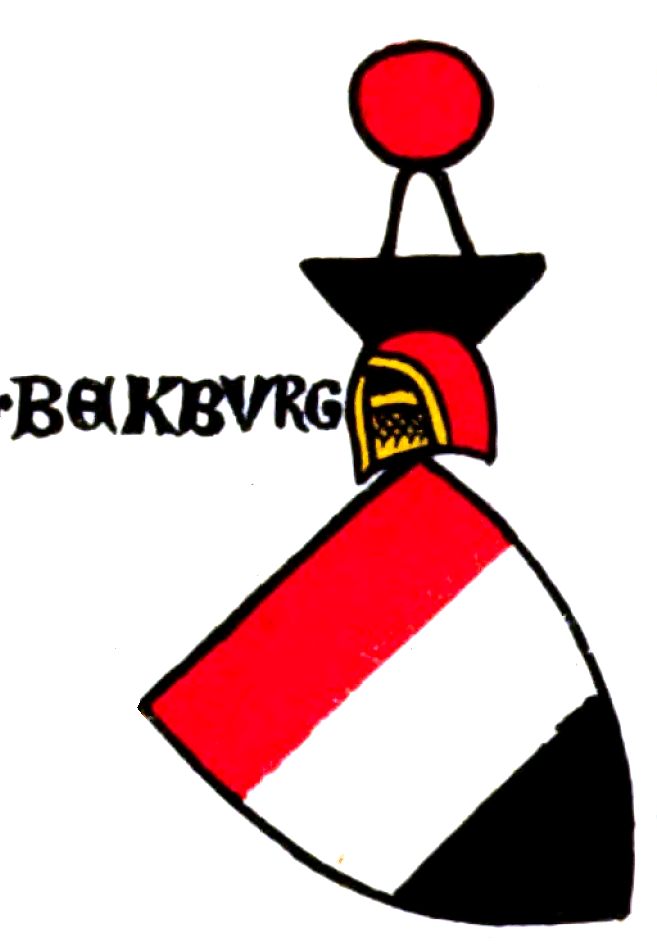
Wappen Bechburg (BEKBVRG) in der Zürcher Wappenrolle ca. 1340

Die Freiherren von Bechburg waren eine Hochadelsfamilie im schweizerischen Mittelland, die im 11. Jahrhundert ihren ursprünglichen Sitz beim Fahr von Wolfwil hatten. Auf der rechten Seite der Aare gehörte ihnen die Burg Rotenberg (Rotinberc) bei Roggwil BE, ein Lehen der Grafen von Frohburg. Entlang der Handelsroute von den Alpen über die Aare und den Oberen Hauenstein durch das Waldenburger Tal nach Basel erweiterten sie die Kontrollmöglichkeiten Mitte des 11. Jahrhunderts mit der heute als Ruine erhaltenen Burg Alt-Bechburg in der Gemeinde Holderbank SO. Der letzte männliche Vertreter der Familie, Henmann von Bechburg, fiel 1386 in der Schlacht bei Sempach, womit die Familie erlosch. Der Besitz fiel an die Lehnsherren der Bechburger und an verschiedene Adelige.

## Geschichte

### Ursprung
Die Familie von Bechburg hatte ihren Ursprung offenbar in der Gegend des Aareübergangs bei Wolfwil sowie auf einer Burg Rotenberg (Rotinberc) bei Roggwil BE. Diese frühe Burganlage war bereits vor 1200 aufgegeben worden, wovon ein Gütertausch mit dem jungen Kloster St. Urban zeugt: Ulrich und seine beiden Neffen Rudolf und Conrad von Bechburg gaben der Abtei umfangreichen Eigenbesitz – vielleicht ein Dutzend Schupposen – im Dorf Roggwil und erhielten dabei zwölf Schupposen in Oberbuchsiten und ein Gut in Altbüron. Bei dieser Gelegenheit verzichteten die drei Bechburger gegenüber ihrem Lehnsherrn, dem Grafen Hermann II. von Frohburg, auf den „Platz der Burg Rotenberg“, damit dieser die Örtlichkeit seinerseits dem Kloster übertragen konnte. Die getauschten Güter umfassten schätzungsweise die Hälfte des Dorfes Roggwil. Die andere Hälfte von Roggwil, 19 Schupposen, war bereits bei der Gründung des Klosters St. Urban im Jahre 1194 von den drei Brüdern Kuno, Konrad und Arnold, Ritter von Roggwil, der Abtei vermacht worden. Die beiden ersten traten bei dieser Gelegenheit ins Kloster ein. Es wird vermutet, dass Rotenberg ihr Sitz gewesen sein könnte und dass sie entweder Verwandte oder Vasallen der Freiherren von Bechburg waren.

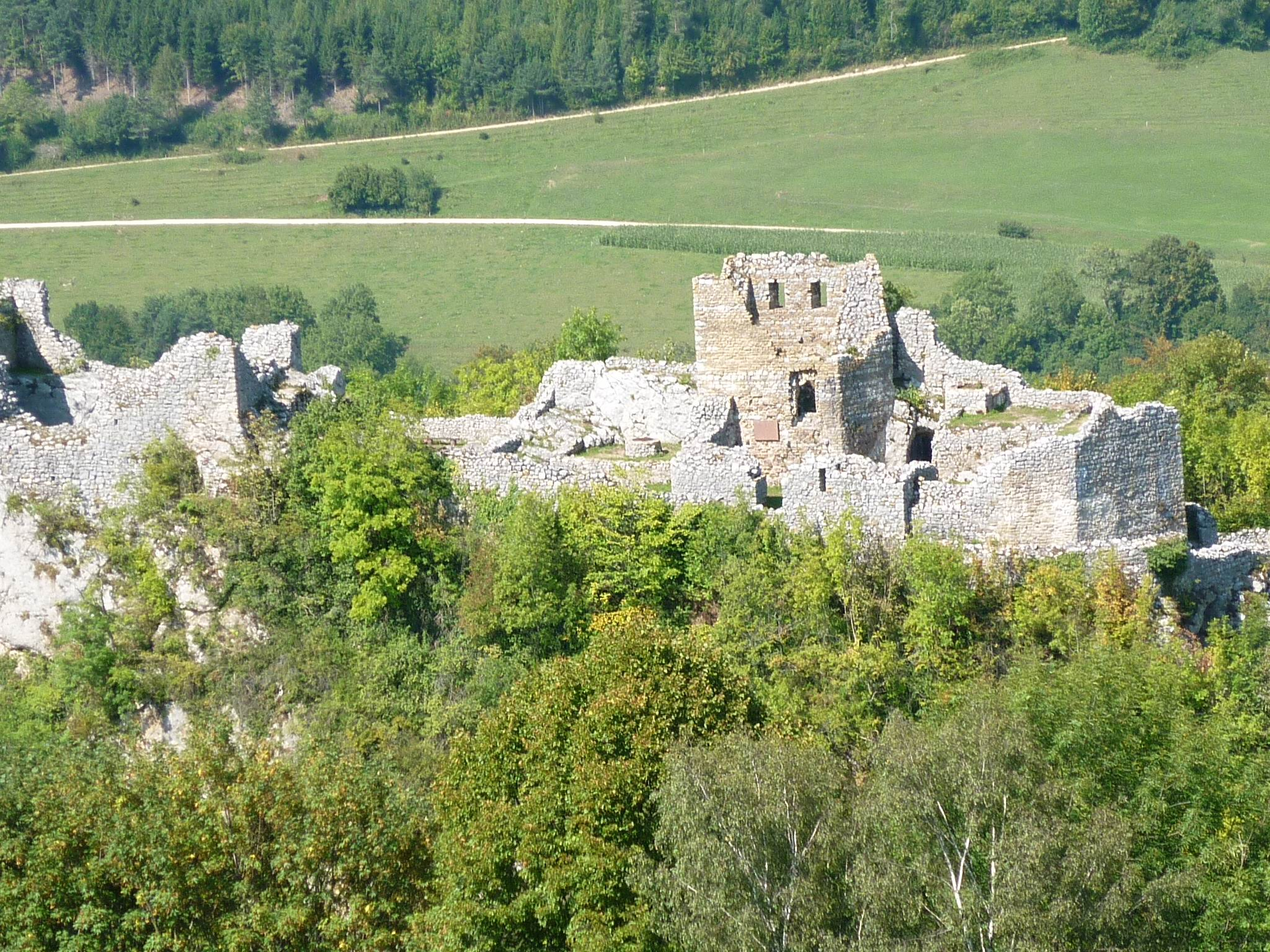
Ruine Alt-Bechburg

Mit diesem Gütertausch – implizit übertrugen die Bechburger damit auch Twing und Bann sowie das niedere Gericht zu Roggwil an das Kloster St. Urban – wird eine Verlagerung des Interesseschwerpunktes der Freiherren von Bechburg von den Stammgütern südlich der Aare zu ihrem neuen Hauptsitz, der Burg Alt-Bechburg bei Holderbank SO, sichtbar. Südlichster Teil des Besitzes blieb Wolfwil mit dem Fährrecht über die Aare.
Die Alt-Bechburg wurde im 11. Jahrhundert von den Freiherren von Bechburg erbaut. Im Laufe der Zeit kamen die zwei Teile der Burg an verschiedene Nachfahren, womit die Anlage zu einer Doppelburg, einer Ganerbenburg wurde. Dem Geschlecht verblieb als Eigenburg nur die hintere Burg, die vordere gehörte als Lehen dem Bischof von Basel, der damit die Grafen von Frohburg belehnte, welche sie wiederum als Afterlehen an die Grafen von Falkenstein verliehen, die einem Seitenzweig der Bechburger entstammten. 1325 bzw. 1336 kaufte der Ritter Heinrich von Ifenthal beide Hälften auf.

## Wappen

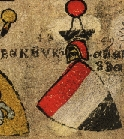
Wappen Bechburg (BEKBVRG) in der Zürcher Wappenrolle

Blasonierung: zweimal geteilt von Rot, Silber und Schwarz.
Das Wappen der „BEKBVRG“ ist belegt in der Zürcher Wappenrolle um 1335/1345. Die stammesverwandten Grafen und Freiherren von Falkenstein verwenden den gleichen Wappenschild wie die Freiherren von Bechburg.
Die Gemeinde Holderbank SO führt ein Wappen, das auf die Freiherren von Bechburg zurückgeht. Die Teilung ist im Unterschied zum Wappen der Bechburger schräg, zudem im silbernen Feld ein rotes gotisches h. Bei der Gemeinde Eppenberg-Wöschnau ist der unveränderte bechburgische Wappenschild belegt mit einer blauen, rechtsgewendeten Sichel mit goldenem Griff, bei Schönenwerd mit einer silber-rot-silber geteilten Lilie. In der linken Schildhälfte im Wappen der Gemeinde Mümliswil-Ramiswil finden sich die Farben von Bechburg in der umgekehrten Reihenfolge Schwarz-Silber-Rot. Für den solothurnischen Bezirk Gäu wurde das Wappen unverändert übernommen.

Holderbank SO
Eppenberg-Wöschnau
Schönenwerd
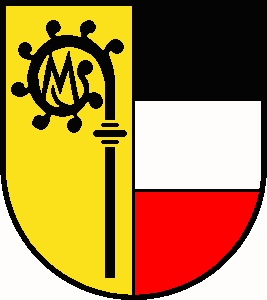
Mümliswil-Ramiswil

## Namhafte Vertreter

### Henmann von Bechburg
Henmann von Bechburg (* unbekannt, † 9. Juli 1386 in der Schlacht bei Sempach) war der letzte männliche Vertreter der Freiherrenfamilie. Wie bei anderen Landadeligen in der zweiten Hälfte des 14. Jahrhunderts waren es Geldsorgen, von denen die Quellen berichten: 1371 musste er die Zinseinkünfte von Niederbipp dem Solothurner Münzmeister Cuntzmann Tragbott verpfänden.
In dieser Zeit leistete er Kriegsdienste für Jean III. de Vienne, den Bischof von Basel, der ihm jedoch eine Entschädigung vorenthielt. So überfiel Henmann 1374 im Weiler St. Wolfgang bei Balsthal einen Transport von Basler Kaufleuten und erbeutete unter anderem eine beachtliche Menge kostbaren Safrans. Dieser Landfriedensbruch führte zu einer 14-tägigen Belagerung seiner Burg Neu-Falkenstein durch den Landgrafen Rudolf IV. von Neuenburg-Nidau und seine beiden Schwager, die Grafen Hartmann III. von Kyburg und Sigmund II. von Thierstein, durch Truppen aus Bern sowie 100 Schützen mit einer Wurfmaschine aus Basel. Trotz hartnäckiger Verteidigung wurde seine Burg Neu-Falkenstein eingenommen und teilweise zerstört. Die Adligen zahlten eine hohe Entschädigungssumme, die sechzehn Söldner, welche die Burg verteidigt hatten, wurden im Burghof enthauptet. Die Kaufleute bekamen ihren Safran nicht vollständig zurück: Ein Teil davon wurde zur Begleichung der Kriegskosten unter den Siegern verteilt. Der Vorfall ging als Safrankrieg in die Geschichte ein. Nach seinem Friedensschluss mit Basel wurde er für seine früheren Ansprüche mit 5.800 Gulden entschädigt und konnte damit die entstandenen Schäden an der Burg beheben lassen.
1380 musste er die Burg Neu-Falkenstein an Rutschmann von Blauenstein verpfänden, an den nach Henmanns Tod im Heer Herzog Leopolds III. von Österreich am 9. Juli 1386 in der Schlacht bei Sempach die Anlage und die damit verbundenen Herrschaftsrechte fielen, beispielsweise auch Dorf und Fahr Wolfwil.